# آتیلیو ماتی
آتیلیو ماتی (انگلیسی: Attilio Mattei; ۱۶ سپتامبر ۱۹۰۲ – ۲۳ اوت ۱۹۷۵) بازیکن فوتبال اهل ایتالیا بود.
از باشگاه‌هایی که در آن بازی کرده‌است می‌توان به باشگاه فوتبال آ.اس. رم و باشگاه فوتبال باری اشاره کرد.